# Matti Rajula
Matti Viljam Rajula, född 4 mars 1905 i Uleåborg, död 24 maj 1944 i Helsingfors, var en finländsk musiker och kompositör.
Åren 1918–1924 var Rajula elev i finska arméns musikkår samt underofficer. Han övergick därefter till vita gardets musikkår och slutade den militära karriären som undersergeant. Han verkade därefter som restaurantmusiker i Helsingfors och spelade orkestrarna Zamba och Rytmi-pojat. Åren 1929–1931 var Rajula bosatt i Berlin och spelade i Bernard Ettés saxofonorkester innan han återkom till Finland 1932. Under 1930-talet verkade som musiker vid filmuppsättningar, i radioorkestern och i Helsingfors stadsorkester.
Som skivinspelande saxofonist och klarinettist gjorde Rajula inspelningar med bland andra Melody Boys och Matti Jurva. Till följd av andra världskrigets psykiska påfrestningar och en del andra sociala problem inlades Rajula på Salussjukhuset. Han begick självmord genom att hoppa från sjukhusets fönster.
2013 utgavs Olli-Pekka Tuomisalos biografi över Matti Rajula, Matti Rajulan elämä.